# Liste des chefs du gouvernement hongrois
Cet article liste les chefs du gouvernement de Hongrie depuis la révolution de 1848. Depuis, le chef du gouvernement a toujours porté le titre de miniszterelnök (littéralement « président des ministres », en français « Premier ministre », mais autrefois traduit par « ministre-président »), hormis la période qui s'étend de 1949 à 1990, qui correspond à la République populaire de Hongrie, où il était appelé « président du Conseil des ministres » (Minisztertanács elnöke).

## Révolution de 1848
- Lajos Batthyány, du 17 mars au 2 octobre 1848
- Lajos Kossuth, du 2 octobre 1848 au 1er mai 1849
- Bertalan Szemere, du 2 mai au 11 août 1849

## Royaume de Hongrie
- Gyula Andrássy, du 20 février 1867 au 14 novembre 1871
- Menyhért Lónyay, du 14 novembre 1871 au 5 décembre 1872
- József Szlávy, du 5 décembre 1872 au 21 mars 1874
- István Bittó, du 21 mars 1874 au 2 mars 1875
- Béla Wenckheim, du 2 mars 1875 au 20 octobre 1875
- Kálmán Tisza, du 20 octobre 1875 au 15 mars 1890
- Gyula Szapáry, du 15 mars 1890 au 19 novembre 1892
- Sándor Wekerle, du 19 novembre 1892 au 15 janvier 1895
- Dezső Bánffy, du 15 janvier 1895 au 26 février 1899
- Kálmán Széll, du 26 février 1899 au 27 juin 1903
- Károly Khuen-Héderváry, du 27 juin 1903 au 3 novembre 1903
- István Tisza, du 3 novembre 1903 au 18 juin 1905
- Géza Fejérváry, du 18 juin 1905 au 8 avril 1906
- Sándor Wekerle, du 8 avril 1906 au 17 janvier 1910
- Károly Khuen-Héderváry, du 17 janvier 1910 au 22 avril 1912
- László Lukács, du 22 avril 1912 au 10 juin 1913
- István Tisza, du 10 juin 1913 au 15 juin 1917
- Móric Esterházy, du 15 juin 1917 au 23 août 1917
- Sándor Wekerle, du 23 août 1917 au 29 octobre 1918
- János Hadik, du 29 octobre 1918 au 31 octobre 1918

## Première République
- Mihály Károlyi, du 31 octobre 1918 au 11 janvier 1919
- Dénes Berinkey, du 11 janvier 1919 au 21 mars 1919

## République des conseils de Hongrie
- Sándor Garbai, du 21 mars 1919 au 1er août 1919
- Gyula Peidl, du 1er août 1919 au 6 août 1919

## Occupation roumaine
- István Friedrich, du 6 août 1919 au 24 novembre 1919
- Károly Huszár, du 24 novembre 1919 au 15 mars 1920

## Royaume de Hongrie

### Régence Horthy
- Sándor Simonyi-Semadam, du 15 mars 1920 au  19 juillet 1920
- Pál Teleki, du 19 juillet 1920 au 14 avril 1921
- István Bethlen, du 14 avril 1921 au 24 août 1931
- Gyula Károlyi, du 24 août 1931 au 1er octobre 1932
- Gyula Gömbös, du 1er octobre 1932 au 6 octobre 1936
- Kálmán Darányi, du 12 octobre 1936 au 14 mai 1938
- Béla Imrédy, du 14 mai 1938 au 16 février 1939
- Pál Teleki, du 16 février 1939 au 3 avril 1941
- Ferenc Keresztes-Fischer, 3 avril 1941 (par intérim)
- László Bárdossy, du 3 avril 1941 au 7 mars 1942
- Ferenc Keresztes-Fischer, du 7 au 9 mars 1942 (par intérim)
- Miklós Kállay, du 9 mars 1942 au 22 mars 1944
- Döme Sztójay, du 22 mars 1944 au 29 août 1944
- Géza Lakatos, du 29 août 1944 au 16 octobre 1944

### Gouvernement d'unité nationale
- Ferenc Szálasi, du 16 octobre 1944 au 28 mars 1945

### Gouvernement provisoire
- Béla Miklós, du 22 décembre 1944 au 15 novembre 1945
- Zoltán Tildy, du 15 novembre 1945 au 1er février 1946

## Deuxième République
- Mátyás Rákosi, du 1er février 1946 au 4 février 1946 (par intérim)
- Ferenc Nagy, du 4 février 1946 au 14 mai 1947
- Mátyás Rákosi, du 14 mai 1947 au 31 mai 1947 (par intérim)
- Lajos Dinnyés, du 31 mai 1947 au 10 décembre 1948
- István Dobi, du 10 décembre 1948 au 20 août 1949

## République populaire de Hongrie

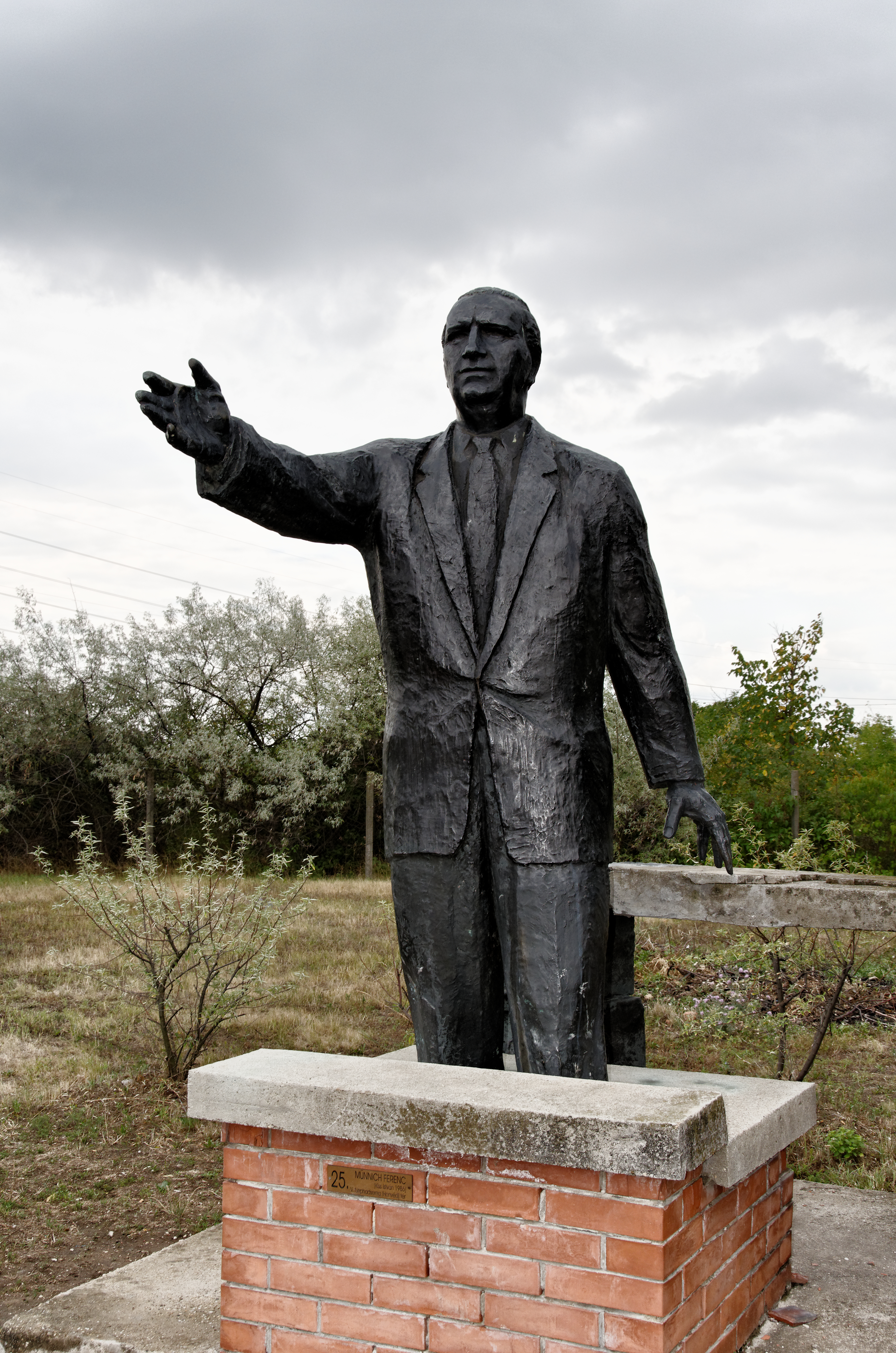
Statue de Ferenc Münnich. Memento Park de Budapest.

Existant du 20 août 1949 au 23 octobre 1989, la République populaire de Hongrie est le nom donné à l'État hongrois lorsqu'il est sous l'influence de l'Union des républiques socialistes soviétiques et que son régime est communiste. Le chef du gouvernement est alors nommé « président du Conseil des ministres ». 
- István Dobi, du 20 août 1949 au 14 août 1952
- Mátyás Rákosi, du 14 août 1952 au 4 juillet 1953
- Imre Nagy, du 4 juillet 1953 au 18 avril 1955
- András Hegedüs, du 18 avril 1955 au 24 octobre 1956
- Imre Nagy, du 24 octobre 1956 au 4 novembre 1956
- János Kádár, du 4 novembre 1956 au 28 janvier 1958
- Ferenc Münnich, du 28 janvier 1958 au 13 septembre 1961
- János Kádár, du 13 septembre 1961 au 30 juin 1965
- Gyula Kállai, du 30 juin 1965 au 14 avril 1967
- Jenő Fock, du 14 avril 1967 au 15 mai 1975
- György Lázár, du 15 mai 1975 au 25 juin 1987
- Károly Grósz, du 25 juin 1987 au 24 novembre 1988
- Miklós Németh, du 24 novembre 1988 au 23 octobre 1989

## Troisième République
| Nom (dates) | Nom (dates)                 | Gouvernement et dates            | Gouvernement et dates             | Coalition         | Parti                     | Législature (élection) | Président (mandat)           | Président (mandat)          |
| ----------- | --------------------------- | -------------------------------- | --------------------------------- | ----------------- | ------------------------- | ---------------------- | ---------------------------- | --------------------------- |
|             | Miklós Németh (1948)        | •                                | 23 octobre 1989 23 mai 1990       | MSZP              | MSZP                      | Aucune                 |                              | Mátyás Szűrös (1989 - 1990) |
|             | Miklós Németh (1948)        | •                                | 23 octobre 1989 23 mai 1990       | MSZP              | MSZP                      | Aucune                 | Árpád Göncz (1990 - 2000)    |                             |
|             | József Antall (1932 - 1993) | •                                | 23 mai 1990 12 décembre 1993      | MDF, FKgP, KDNP   | MDF                       | Ire (1990)             |                              |                             |
|             | Péter Boross (1928)         | •                                | 12 décembre 1993 21 décembre 1993 | MDF, FKgP, KDNP   | MDF                       | Ire (1990)             |                              |                             |
| •           | Péter Boross (1928)         | 21 décembre 1993 15 juillet 1994 | MDF, EKGP, KDNP                   |                   | MDF                       | Ire (1990)             |                              |                             |
|             | Gyula Horn (1932 - 2013)    | •                                | 15 juillet 1994 6 juillet 1998    | MSZP, SZDSZ       | MSZP                      | IIe (1994)             |                              |                             |
|             | Viktor Orbán (1963)         | 1                                | 6 juillet 1998 27 mai 2002        | Fidesz, FKgP, MDF | Fidesz                    | IIIe (1998)            |                              |                             |
|             | Viktor Orbán (1963)         | 1                                | 6 juillet 1998 27 mai 2002        | Fidesz, FKgP, MDF | Fidesz                    | IIIe (1998)            | Ferenc Mádl (2000 - 2005)    |                             |
|             | Péter Medgyessy (1942)      | •                                | 27 mai 2002 29 septembre 2004     | MSZP, SZDSZ       | Indépendant               | IVe (2002)             |                              |                             |
|             | Ferenc Gyurcsány (1961)     | 1                                | 29 septembre 2004 9 juin 2006     | MSZP, SZDSZ       | MSZP                      | IVe (2002)             |                              |                             |
|             | Ferenc Gyurcsány (1961)     | 1                                | 29 septembre 2004 9 juin 2006     | MSZP, SZDSZ       | MSZP                      | IVe (2002)             | László Sólyom (2005 - 2010)  |                             |
| 2           | Ferenc Gyurcsány (1961)     | 9 juin 2006 20 avril 2008        | Ve (2006)                         | MSZP, SZDSZ       | MSZP                      |                        |                              |                             |
| 2           | Ferenc Gyurcsány (1961)     | 20 avril 2008 14 avril 2009      | Ve (2006)                         | MSZP              | MSZP                      |                        |                              |                             |
|             | Gordon Bajnai (1968)        | •                                | Ve (2006)                         | MSZP              | 14 avril 2009 29 mai 2010 | Indépendant            |                              |                             |
|             | Viktor Orbán (1963)         | 2                                | 29 mai 2010 10 mai 2014           | Fidesz, KDNP      | Fidesz                    | VIe (2010)             |                              |                             |
|             | Viktor Orbán (1963)         | 2                                | 29 mai 2010 10 mai 2014           | Fidesz, KDNP      | Fidesz                    | VIe (2010)             | Pál Schmitt (2010 - 2012)    |                             |
|             | Viktor Orbán (1963)         | 2                                | 29 mai 2010 10 mai 2014           | Fidesz, KDNP      | Fidesz                    | VIe (2010)             | László Kövér (2012), intérim |                             |
| 3           | Viktor Orbán (1963)         | 10 mai 2014 10 mai 2018          | VIIe (2014)                       | Fidesz, KDNP      | Fidesz                    |                        | János Áder (2012 - 2022)     |                             |
| 4           | Viktor Orbán (1963)         | 10 mai 2018 24 mai 2022          | VIIIe (2018)                      | Fidesz, KDNP      | Fidesz                    |                        | János Áder (2012 - 2022)     |                             |
| 5           | Viktor Orbán (1963)         | 24 mai 2022 en cours             | IXe (2022)                        | Fidesz, KDNP      | Fidesz                    |                        | Katalin Novák (2022 - 2024)  |                             |